# Elezioni legislative in Portogallo del 2022
Le elezioni legislative in Portogallo del 2022 si sono tenute il 30 gennaio per il rinnovo dell'Assemblea della Repubblica.
Le consultazioni sono state indette in anticipo rispetto alla scadenza naturale della legislatura, prevista per il 2023, per la crisi del governo Costa II, determinata dalla mancata approvazione della legge di bilancio: il Partito Comunista Portoghese e il Blocco di Sinistra, dopo aver accordato un appoggio esterno al governo guidato da António Costa (espressione del Partito Socialista), avevano infatti lasciato la maggioranza una volta fallite le trattative intercorse fra le forze politiche.
I socialisti hanno ottenuto, e superato di quattro seggi, la maggioranza assoluta in Parlamento: in termini di deputati eletti, è una delle più ampie vittorie elettorali del PS, seconda, per un seggio, solo alle elezioni del 2005.

## Sistema elettorale

### Caratteri generali
Per l’elezione dei 230 membri dell’Assemblea della Repubblica, la legge elettorale prevede l’applicazione di un sistema elettorale proporzionale a lista chiusa di partito in ventidue collegi plurinominali, di cui due per i cittadine all’estero (“Europa” e “Fuori dall’Europa”), corrispondenti ai Distretti del Portogallo.
A ciascun distretto elettorale spettano determinati seggi, ripartiti in base alla grandezza demografica delle varie unità.
Qui un prospetto riassuntivo:
| Distretto                     | Seggi | Mappa |
| ----------------------------- | ----- | ----- |
| Lisbona                       | 48    |       |
| Porto                         | 40    |       |
| Braga                         | 19    |       |
| Setúbal                       | 18    |       |
| Aveiro                        | 16    |       |
| Leiria                        | 10    |       |
| Coimbra, Faro, Santarém       | 9     |       |
| Viseu                         | 8     |       |
| Madeira, Viana do Castelo     | 6     |       |
| Azzorre, Vila Real            | 5     |       |
| Castelo Branco                | 4     |       |
| Beja, Bragança, Évora, Guarda | 3     |       |
| Portalegre, Europa, Estero    | 2     |       |

### Disposizioni di voto anti-contagio
A causa di un repentino aumento dei casi di infezione da COVID-19 nelle settimane intorno al voto, in questa tornata sono state anche adottate alcune misure speciali per permettere ai cittadini in isolamento o per chiunque lo avesse richiesto, di poter partecipare alle elezioni.

#### Voto in presenza
Per via della situazione pandemica, infatti, migliaia di elettori sarebbero stati costretti, secondo quanto stabilito dalle leggi emanate per far fronte alla diffusione dell’epidemia, all’isolamento, in quanto a contatto con la malattia, e non avrebbero potuto votare. Per affrontare questa situazione, il governo ha chiesto consulenza legale all'ufficio del procuratore generale portoghese e, il 19 gennaio, ha quindi annunciato che gli elettori isolati sarebbero stati in grado di votare, tramite una modifica parziale, non della legge elettorale, che avrebbe potuto generare controversie, specialmente vicino ad un’elezione e se fatta con decreto, secondo quanto affermato dal procuratore generale, ma di quella sanitaria anti-contagio, di modo che i cittadini in isolamento, seguendo, come gli altri cittadini, strette procedure di distanziamento sociale e igienizzazione prima e dopo aver espresso il proprio voto, indossando nel mentre una mascherina per evitare la diffusione aerea della malattia, avrebbero potuto presentarsi al seggio elettorale. Di conseguenza, l’esecutivo ha anche raccomandato a questi elettori di votare durante l'ultima ora in cui le urne sarebbero state aperte, ovvero tra le 18:00 e le 19:00, in cui l’affluenza è generalmente bassa.

#### Voto anticipato
Oltre alle misure per gli elettori isolati, per chiunque eleggibile al voto che lo avesse richiesto, è stato anche possibile votare in anticipo, cosa che è avvenuta il 23 gennaio, una settimana prima del giorno delle elezioni. Gli elettori dovevano registrarsi tra il 16 e il 20 gennaio per poter votare in anticipo e, entro la scadenza del 20, 315.785 elettori avevano chiesto di votare in anticipo, mentre il 23, 285.848 elettori (il 90,5% dei richiedenti) hanno votato in anticipo.

## Controversia della "Circoscrizione Europa"
Svoltesi le elezioni, poiché in Portogallo sono ammessi a votare, su richiesta, anche tutti i cittadini, eleggibili al voto in patria, che risiedono all'estero, da tempo sono state istituite due circoscrizioni elettorali: "Estero" (che comprende tutte le zone del globo fuori dal continente europeo) e "Europa" (che comprende tutte le zone facenti parte del continente europeo). In questa elezione, tuttavia, durante il conteggio delle 257.791 schede pervenute dai vari consolati, è emersa una controversia in merito al metodo di identificazione dei votanti applicato nella circoscrizione "Europa", che ha avviato un processo legale culminato in una ripetizione del voto nella circoscrizione.
Sebbene infatti la legge elettorale portoghese richieda obbligatoriamente che, affinché una scheda elettorale ricevuta per posta sia valida, essa debba essere accompagnata da una copia della carta d'identità dell'elettore (al fine di confermare l'identità del cittadino, come equivalente della presentazione della carta d'identità agli operatori del seggio quando si vota di persona), un accordo informale fra i partiti aveva deciso che tutte le schede, con o senza una copia della carta d'identità, sarebbero state conteggiate e dichiarate valide per semplificare il processo.
In seguito, nonostante avesse inizialmente aderito, il PSD ha cambiato la propria posizione e ha denunciato la suddetta irregolarità, chiedendo che le "schede senza copia della carta d'identità"
fossero escluse dal conteggio, a cui successivamente si sono aggiunti anche diversi partiti (Volt, LIVRE, PAN, CHEGA e MAS), unendosi al PSD, appellandosi alla Corte costituzionale, che ha accettato, delle 5 denunce presentate, solo quella di Volt Portugal. 
Di conseguenza, il 15 febbraio, sono stati nullificati e cestinati 157.205 voti su 195.701, e la Commissione Elettorale ha dovuto avviare una seconda procedura di voto per la circoscrizione disputata, che ha visto l’assegnazione di entrambi i seggi al PS, a differenza delle prime elezioni, dove sia il PS che il PSD avevano ottenuto un seggio ciascuno.
Tale ritardo nell’assegnazione dei due seggi disputati ha fatto sì che l’intero processo di insediamento del neo-eletto Parlamento fosse posticipato, così come il giuramento dello stesso Governo Costa III.

## Liste principali
| Simbolo | Simbolo | Nome                            | Ideologia                | Posizione                 |
| ------- | ------- | ------------------------------- | ------------------------ | ------------------------- |
|         |         | Partito Socialista              | Socialdemocrazia         | Centro-sinistra           |
|         |         | Partito Social Democratico      | Conservatorismo liberale | Centro-destra             |
|         |         | Chega!                          | Populismo di destra      | Estrema destra            |
|         |         | Iniziativa Liberale             | Liberismo                | Centro-destra/destra      |
|         |         | Blocco di Sinistra              | Socialismo democratico   | Sinistra                  |
|         |         | Coalizione Democratica Unitaria | Comunismo                | Sinistra/estrema sinistra |
|         |         | Persone-Animali-Natura          | Animalismo               | Centro-sinistra/sinistra  |
|         |         | CDS - Partito Popolare          | Conservatorismo          | Centro-destra/destra      |
|         |         | Livre                           | Ecosocialismo            | Centro-sinistra/sinistra  |

## Risultati
| Partito Socialista (PS)                                  | 2 302 601  | 42,50 | 120 |  |  |  |
| Partito Social Democratico (PSD)                         | 1 539 415  | 28,41 | 72  |  |  |  |
| Chega (CH)                                               | 399 659    | 7,38  | 12  |  |  |  |
| Iniziativa Liberale (IL)                                 | 273 687    | 5,05  | 8   |  |  |  |
| Blocco di Sinistra (BE)                                  | 244 603    | 4,51  | 5   |  |  |  |
| Coalizione Democratica Unitaria (CDU) (PCP - PEV)        | 238 920    | 4,41  | 6   |  |  |  |
| CDS - Partito Popolare (CDS-PP)                          | 89 181     | 1,65  | –   |  |  |  |
| Persone-Animali-Natura (PAN)                             | 88 152     | 1,63  | 1   |  |  |  |
| Livre (L)                                                | 71 232     | 1,31  | 1   |  |  |  |
| Madeira Primeiro (MP) (PSD - CDS-PP) - Madera            | 50 636     | 0,93  | 3   |  |  |  |
| Alleanza Democratica (AD) (PSD - CDS-PP - PPM) - Azzorre | 28 330     | 0,52  | 2   |  |  |  |
| Reagir Incluir Reciclar (RIR)                            | 23 233     | 0,43  | –   |  |  |  |
| Partito Comunista dei Lavoratori Portoghesi (PCTP)       | 11 265     | 0,21  | –   |  |  |  |
| Juntos pelo Povo (JPP)                                   | 10 786     | 0,20  | –   |  |  |  |
| Alternativa Democratica Nazionale (ADN)                  | 10 874     | 0,20  | –   |  |  |  |
| Partito della Terra (MPT)                                | 7 561      | 0,14  | –   |  |  |  |
| Volt-Portugal (VP)                                       | 6 240      | 0,12  | –   |  |  |  |
| Movimento Alternativa Socialista (MAS)                   | 6 157      | 0,11  | –   |  |  |  |
| Insorgi (E)                                              | 5 043      | 0,09  | –   |  |  |  |
| Nós, Cidadãos! (NC!)                                     | 3 880      | 0,07  | –   |  |  |  |
| Partito Laburista Portoghese (PTP)                       | 3 533      | 0,07  | –   |  |  |  |
| Aliança (A)                                              | 2 467      | 0,05  | –   |  |  |  |
| Partito Popolare Monarchico (PPM) - Madera               | 260        | 0,00  | –   |  |  |  |
| Totale                                                   | 5 417 715  | 100   | 230 |  |  |  |
|                                                          |            |       |     |  |  |  |
| Schede bianche                                           | 63 103     | 1,13  |     |  |  |  |
| Schede nulle                                             | 83 721     | 1,50  |     |  |  |  |
| Votanti                                                  | 5 564 539  | 51,46 |     |  |  |  |
| Elettori                                                 | 10 813 246 |       |     |  |  |  |

| Riepilogo dei voti (+/- elezioni 2019)  | Riepilogo dei voti (+/- elezioni 2019) | Riepilogo dei voti (+/- elezioni 2019) | Riepilogo dei voti (+/- elezioni 2019) | Riepilogo dei voti (+/- elezioni 2019) | Riepilogo dei voti (+/- elezioni 2019) | Riepilogo dei voti (+/- elezioni 2019) |
| --------------------------------------- | -------------------------------------- | -------------------------------------- | -------------------------------------- | -------------------------------------- | -------------------------------------- | -------------------------------------- |
| Partito Socialista                      | Partito Socialista                     | Partito Socialista                     |                                        |                                        | 41,38%                                 | ▲ 5,03                                 |
| Partito Social Democratico              | Partito Social Democratico             | Partito Social Democratico             |                                        |                                        | 27,66%                                 | ▼ 0,09                                 |
| Chega                                   | Chega                                  | Chega                                  |                                        |                                        | 7,18%                                  | ▲ 5,89                                 |
| Iniziativa Liberale                     | Iniziativa Liberale                    | Iniziativa Liberale                    |                                        |                                        | 4,91%                                  | ▲ 3,62                                 |
| Blocco di Sinistra                      | Blocco di Sinistra                     | Blocco di Sinistra                     |                                        |                                        | 4,40%                                  | ▼ 5,12                                 |
| Coalizione Democratica Unitaria         | Coalizione Democratica Unitaria        | Coalizione Democratica Unitaria        |                                        |                                        | 4,30%                                  | ▼ 2,03                                 |
| Persone-Animali-Natura                  | Persone-Animali-Natura                 | Persone-Animali-Natura                 |                                        |                                        | 1,58%                                  | ▼ 1,74                                 |
| CDS - Partito Popolare                  | CDS - Partito Popolare                 | CDS - Partito Popolare                 |                                        |                                        | 1,60%                                  | ▼ 2,62                                 |
| Livre                                   | Livre                                  | Livre                                  |                                        |                                        | 1,28%                                  | ▲ 0,19                                 |
| Altri <1,00%                            | Altri <1,00%                           | Altri <1,00%                           |                                        |                                        | 3,06%                                  | ▼ 0,91                                 |
| Riepilogo dei seggi (+/- elezioni 2019) |                                        |                                        |                                        |                                        |                                        |                                        |
|                                         |                                        |                                        |                                        |                                        |                                        |                                        |
| CDU                                     | 6                                      | ▼ 6                                    |                                        | BE                                     | 5                                      | ▼ 14                                   |
| PS                                      | 120                                    | ▲ 12                                   |                                        | PAN                                    | 1                                      | ▼ 3                                    |
| L                                       | 1                                      | ━                                      |                                        | IL                                     | 8                                      | ▲ 7                                    |
| PSD                                     | 77                                     | ▼ 2                                    |                                        | CH                                     | 12                                     | ▲ 11                                   |
| CDS-PP                                  | 0                                      | ▼ 5                                    |                                        |                                        |                                        |                                        |